# Long Hollow (Dakota del Sur)
Long Hollow es un lugar designado por el censo ubicado en el condado de Roberts en el estado estadounidense de Dakota del Sur. En el Censo de 2010 tenía una población de 192 habitantes y una densidad poblacional de 5,09 personas por km².

## Geografía
Long Hollow se encuentra ubicado en las coordenadas 45°41′1″N 97°9′31″O / 45.68361, -97.15861. Según la Oficina del Censo de los Estados Unidos, Long Hollow tiene una superficie total de 37.68 km², de la cual 37.38 km² corresponden a tierra firme y (0.81%) 0.31 km² es agua.

## Demografía
Según el censo de 2010, había 192 personas residiendo en Long Hollow. La densidad de población era de 5,09 hab./km². De los 192 habitantes, Long Hollow estaba compuesto por el 20.83% blancos, el 0% eran afroamericanos, el 75% eran amerindios, el 0% eran asiáticos, el 0% eran isleños del Pacífico, el 0.52% eran de otras razas y el 3.65% pertenecían a dos o más razas. Del total de la población el 1.04% eran hispanos o latinos de cualquier raza.